# Produit en Bretagne

Logo de l'association de 2008 à 2022.

Produit en Bretagne est une association déclarée visant à promouvoir les savoir-faire des entreprises bretonnes, entre autres par l'apposition d'un logo sur leurs produits et services. L'association prône le locavorisme. En 2023, l'association reçoit une Victoire de la Bretagne.

## Histoire

### Fondation
« Produit en Bretagne » est née de l'initiative de plusieurs entrepreneurs bretons :
- Jean-Claude Simon[1] ;
- Claude Pujol[2] ;
- Jean-Yves Chalm[3].

### Années 1990
L'association est fondée en 1993, d'abord sous le nom « certifié Bretagne » abandonné au profit de « Produit en Bretagne ».

### Années 2000
En avril 2006, Alain Esnault succède à Xavier Leclercq à la présidence de l'association.
Durant deux mandats, d'avril 2009 à mars 2016, l'association est présidée par Jakez Bernard, producteur chez Label productions.

### Années 2010
En 2015, « Produit en Bretagne » revendique 355 membres dont 42 en Loire-Atlantique. Cela représente selon José Martinez, délégué de Loire-Atlantique, 100 000 salariés.
Loïc Hénaff, directeur de la société Hénaff, est élu président en mars 2016.

### Années 2020
Lors de l'assemblée générale du 25 février 2022, Jean Coisnon est élu président de « Produit en Bretagne ». La même année, le logo évolue : la carte de la Bretagne réunifiée est détachée du logo pour en faire un élément de communication à part entière et le chiffre 5 est rajouté en exposant pour exprimer l'idée d'une Bretagne Puissance 5, Loire-Atlantique incluse.
En 2023, « Produit en Bretagne » compte 500 adhérents. La même année, l'ensemble des produits vendus représentent 4000 produits et l'entreprise reçoit une Victoire de la Bretagne.
En 2024, l'association regroupe plus de 500 entreprises représentant quelque 110 000 salariés en Bretagne et en Loire-Atlantique.
En 2025, l'association compte 516 adhérents.

## Statuts

### Aspects juridique
Sa forme juridique est Association déclarée. Son domaine d’activité est : autres organisations fonctionnant par adhésion volontaire.

### Politique
L'association prône le locavorisme , c'est-à-dire une consommation soucieuse d'un développement territorial durable

## Activités annexes
« Produit en Bretagne » organise un prix des libraires et un prix de musique produite en Bretagne.
Le prix de musique est attribué après une sélection d'un jury composé de professionnels puis un vote du public.
Le 8 mars 2022, Produit en Bretagne organise la finale de la 4eédition du concours des jeunes talents de la restauration.